# Architektur-Route – Industriekultur in Sachsen
Die Architektur-Route ist ein Netzwerk der wichtigsten Standorte der Industriekultur in Sachsen, vorgestellt durch 47 (ehemalige) Industriedenkmale im Jahr der Industriekultur 2020 in Sachsen.
Der Querschnitt durch 200 Jahre sächsische Industriekultur wird durch die Kulturstiftung des Freistaates Sachsen gefördert.

## Standorte
- Anker-Teigwaren-Fabrik Richter & Loeser
- Astra Werke AG
- Baumwollspinnerei Gebrüder Meinert (2016 abgerissen)
- Bayerischer Bahnhof
- Bernhard’sche Spinnerei
- Berufsschule für die industriellen Berufe (Industrieschule)
- Betonhalle
- Bleichert’sche Braunkohlenwerke in Neukirchen-Wyhra
- Brikettfabrik Werminghoff
- Consum-Verein Leipzig-Plagwitz und Umgegend
- Deutsche Werkstätten Hellerau
- Direktorenhaus (= Konrad-Wachsmann-Haus, Niesky)
- Empfangsgebäude Bahnhof Zwickau
- Fabrikerweiterungsbau Horch AG
- Fernsehturm Dresden
- Flachsspinnerei Hirschfelde
- Fleischverarbeitungsbetrieb der Konsumgenossenschaft "Vorwärts"
- Freiherrlich Lorenz’sche Zuckerfabrik
- Gebr. Felsenstein Rauchwarengroßhandlung
- Großeinkaufs-Gesellschaft Deutscher Consumvereine (GEG), Werk Weberei und Färberei Oppach
- Großmarkthalle Leipzig
- Göltzschtalbrücke
- Hafenmühle
- Hauptbahnhof Leipzig
- Haus Schminke
- Heiz-Kraftwerk Mitte
- Kaiserin-Augusta-Schacht
- Kattun-Manufaktur
- Kaufhaus Schocken Chemnitz
- Kaufhaus Schocken Crimmitschau
- Messehalle 8, Alte Messe Leipzig
- Nowa Strumpffabriken
- Orientalische Tabak- und Cigarettenfabrik Yenidze
- Pumpspeicherwerk Niederwartha
- Robert Götze AG
- Schubert & Salzer Maschinenfabrik
- Stern-Garagenhof
- Städtische Gasversorgungsanstalt
- Städtischer Vieh- und Schlachthof
- Städtisches Gaswerk II
- Städtisches Speichergebäude
- Sächsische Höhere Textilfachschule
- Sächsische Webstuhlfabrik Schönherr & Seidel
- Trikotagenfabrik Sigmund Goeritz AG
- Villa Hupfeld
- Weberei Cammann & Co.
- Wollgarnfabrik Tittel & Krüger